# 4467 Kaidanovskij
4467 Kaidanovskij eller 1975 VN2 är en asteroid i huvudbältet som upptäcktes den 2 november 1975 av den ryska astronomen Tamara Smirnova vid Krims astrofysiska observatorium på Krim. Den har fått sitt namn efter den rysk-sovjetiske astronomen Naum Kajdanovskij (1907–2010).
Asteroiden har en diameter på ungefär tolv kilometer och den tillhör asteroidgruppen Eunomia.